# Gaius Julius Camilius Asper (consul en 212)
 (mai 2016).
Gaius Julius Camilius Asper (fl. av. 212-212) est un homme politique de l'Empire romain.

## Vie
Né vers 180, fils de Gaius Julius Asper et de sa femme Cassia Paterna.
Il est questeur en Afrique sous son père, curator viarum de la voie Appienne avant 212 et consul ordinaire en 212 avec son père.
Il est le père de Gaius Julius Camilius Asper.